# Кимхи, Давид (филолог)
Дави́д Ки́мхи (1160?, Нарбон — 1235?, Нарбон) — французский средневековый филолог, гебраист, раввин. Известен также под ивритским акронимом РаДаК (ивр. רד"ק‎). Основоположник грамматики иврита, оказавшей глубокое влияние на развитие грамматики вообще и иврита, в частности. Автор популярного комментария к книгам Танаха (еврейской Библии), в духе рационализма и филологического анализа текста.
Родился на склоне лет своего отца, раввина Иосифа Кимхи и получил образование у старшего брата Моисея Кимхи. Систематизировал и популяризировал грамматические изыскания отца и брата, а также таких предшественников как Ибн Джанах. Составил книгу по грамматике иврита Sefer Mikhlol («Книга совокупности») и словарь Sefer ha-Shorashim («Книга корней»).
В то время в окружении Кимхи мало знали простой смысл Писания, поэтому община обратилась к нему с просьбой написать комментарий к Библии. Рабби Давид Кимхи написал комментарий к книгам Пророков, Бытия, Псалмов и Хроник. Помимо большого внимания к грамматике, комментарий характерен поиском непосредственного смысла Писания и рационалистическим мировоззрением. Впрочем, к ряду мест дал философско-аллегорическое объяснение, как, например, истории о райском саду предисловие к Книге Иезекииля. В этом и многом другом испытал заметно влияние Маймонида, написал комментарий к маймонидовским «Тринадцати принципам иудаизма». Во многих случаях заметно влияние другого рационалиста — Ибн Эзры, так РаДаК объясняет слово rakia в Быт. 1:6 не «небесная твердь», как обычно, а «воздух», следуя Ибн Эзре. В комментарии использовал старинные переводы на арамейский язык — Таргумы.
Кимхи принимал участие и в полемике, ездил в Испанию в качестве делегата от Нарбоны с защитой Маймонида. Написал полемическое сочинение и против основ христианской веры, длительное время не печатавшееся по цензурным условиям.
Книги Кимхи пользовались большим уважением в Средние века и далее, переводились на латинский язык. Комментарий к Библии получил широкую известность и печатается во всех полных изданиях комментированной еврейской Библии.